# Yuko Takahashi
Yuko Takahashi (高橋 侑子, Takahashi Yūko) née le 27 août 1991 à Mitaka au Japon est une triathlète professionnelle, triple championne du Japon  (2013, 2018, 2019) et victorieuse en 2017, 2018, 2022 et 2023 du championnat d'Asie.

## Palmarès
Le tableau présente les résultats les plus significatifs (podium) obtenus sur le circuit national et international de triathlon depuis 2012.
| Année | Compétition                      | Pays       | Position      | Temps           |
| ----- | -------------------------------- | ---------- | ------------- | --------------- |
| 2023  | Jeux asiatiques                  | Chine      | Médaille d'or | 2 h 1 min 5 s   |
| 2023  | Championnat d'Asie               | Chine      | Médaille d'or | 2 h 1 min 5 s   |
| 2023  | Jeux asiatiques - relais mixte   | Chine      | Médaille d'or | 1 h 26 min 21 s |
| 2022  | Championnat d'Asie               | Kazakhstan | Médaille d'or | 2 h 2 min 28 s  |
| 2019  | Championnat du Japon             | Japon      | Médaille d'or | 1 h 59 min 12 s |
| 2018  | Jeux asiatiques                  | Indonésie  | Médaille d'or | 1 h 59 min 29 s |
| 2018  | Championnat d'Asie               | Indonésie  | Médaille d'or | 1 h 59 min 29 s |
| 2018  | Jeux asiatiques - relais mixte   | Indonésie  | Médaille d'or | 1 h 30 min 39 s |
| 2018  | Championnat du Japon             | Japon      | Médaille d'or | 1 h 59 min 50 s |
| 2017  | Championnat d'Asie               | Indonésie  | Médaille d'or | 2 h 6 min 31 s  |
| 2016  | Coupe d'Asie - étape de Murakami | Japon      | Médaille d'or | 2 h 0 min 31 s  |
| 2014  | Coupe d'Asie - étape de Murakami | Japon      | Médaille d'or | 1 h 58 min 18 s |
| 2013  | Championnat du Japon             | Japon      | Médaille d'or | 2 h 16 min 39 s |
| 2012  | Coupe d'Asie - étape de Murakami | Japon      | Médaille d'or | 2 h 0 min 43 s  |
| 2012  | Coupe d'Asie - étape de Gamagōri | Japon      | Médaille d'or | 1 h 58 min 18 s |

| Édition    | Position | Temps          |
| ---------- | -------- | -------------- |
| Tokyo 2020 | 18e      | 2 h 1 min 18 s |